# Гвинейска морска котка
Dasyatis margarita е вид хрущялна риба от семейство Dasyatidae. Видът е застрашен от изчезване.

## Разпространение
Разпространен е в Бенин, Габон, Гамбия, Гана, Гвинея, Гвинея-Бисау, Демократична република Конго, Камерун, Кот д'Ивоар, Либерия, Мавритания, Нигерия, Сенегал, Сиера Леоне и Того.